# Chaerophyllum nodosum
Chaerophyllum nodosum (товстостеблиця вузлувата як Myrrhoides nodosa, здутостебловик вузлуватий як Physocaulis nodosus) — вид рослин з родини окружкових (Apiaceae), поширений у Марокко, Алжирі, південній Європі, південно-західній та середній Азії.

## Опис
Дворічна рослина, 20–100 см заввишки. Стебла з блакитними смужками, роздутими міжвузлями, у нижній частині з довгими щетинками, направленими вниз, у верхній частині голі. Листки двічі-тричі перисторозсічені, густо вкриті притиснутими спрямованими вгору щетиновидними волосками. Зонтики з 2–3(5) шершаво-волосистими променями без обгортки; зонтички з 5–10 променями.

## Поширення
Поширений у Марокко, Алжирі, південній Європі, південно-західній та середній Азії.
В Україні вид зростає в тінистих місцях, на скелях у передгір'ях, в горах і на узбережжі — у Криму, досить часто.